# Hans Marius Joensen
Hans Marius Joensen (født 10. november 1938 i Skopun, død 26. september 2024) var en færøsk sømand og politiker (T). Han blev uddannet skipper i 1977, og arbejdede som fisker og fiskeskipper. Joensen var desuden bestyrelsesmedlem i Fiskivinnuráðið, og kommunalbestyrelsesmedlem i Skopunar kommuna 1980–84. Han var 1. suppleant til Lagtinget fra Sandoy 1978–1980, og mødte fast for Heðin M. Klein 1979–1980. I perioden 1980–1984 var Joensen indvalgt på eget mandat.